# Greenwich (Sydney)
Greenwich – geograficzna nazwa dzielnicy (przedmieścia), położonej na terenie samorządu lokalnego Lane Cove, wchodzącego w skład aglomeracji Sydney, w stanie Nowa Południowa Walia, w Australii.